# Alessandra Maestrini
Alessandra Maestrini (Sorocaba, 17 de maio de 1977), é uma atriz e cantora brasileira. Iniciou a carreira artística atuando em aclamados musicais e peças de teatro, até ganhar destaque na televisão, atuando como a empregada polaca-paranaense Bozena no seriado Toma Lá, Dá Cá (2007–09).

## Biografia
Filha do estadunidense Emílio e da brasileira Noêmia Maestrini, Alessandra nasceu em Sorocaba, estado de São Paulo. Desde cedo gostava de música, literatura e arte em geral. Quando menina, costumava criar cenas, escrever, cantar, dançar, desenhar e dirigir os amiguinhos. Já morando na cidade do Rio de Janeiro, fez um curso de férias com Cláudia Jimenez e aos 11 anos entrava para o Tablado. Começou a estudar canto aos 15 anos (que posteriormente virariam aulas de canto lírico com a conceituada professora Vera do canto e Mello). Um ano depois se apresentou com a Companhia de Daniel Herz e Suzanna Krueger. Aos 17 anos ganhou uma bolsa de teatro e música para estudar nos Estados Unidos, na Universidade de Evansville, em Indiana.

### Vida Artística
Em 1997, de volta ao Brasil após um período estudando nos Estados Unidos, Alessandra entrou para o elenco do premiado musical As Malvadas, de Charles Möeller e Cláudio Botelho. A partir de então não parou mais, alternando trabalhos em teatro, televisão e cinema. Participou de outros musicais de sucesso, como O Abre Alas, Rent (no papel de Maureen Johnson), Les Miserables (no papel de Fantine) e Ópera do Malandro, de Charles Möeller e Cláudio Botelho, no papel de Lúcia. Em seguida, Alessandra participou do espetáculo Ópera do Malandro em Concerto, uma versão mais compacta da Ópera. A atriz também trabalhou com Lázaro Ramos e Drica Moraes na peça Mamãe não pode saber, e estrelou O Casamento do Pequeno Burguês, que lhe rendeu uma indicação ao Prêmio Shell de Melhor Atriz em 2004. Outro espetáculo que participou foi Utopia, uma adaptação para o teatro do livro homônimo do escritor inglês Thomas Morus, publicado em 1516.
No cinema, trabalhou com os diretores João Falcão (Fica Comigo essa Noite), Miguel Falabella (Polaróides Urbanas) e Gleyson Spadetti (O Labirinto). Na televisão, participou da minissérie Chiquinha Gonzaga, do programa Sob Nova Direção e, em 2007, da minissérie Amazônia, de Galvez a Chico Mendes, onde viveu Soledad, cantora da companhia de zarzuela de Maria Alonso (Christiane Torloni). Em 2007, Alessandra estreou o espetáculo musical "7", da dupla Charles Möeller/Claudio Botelho. O papel foi escrito especialmente para ela. Amélia era uma mulher traída pelo marido, que recorria à cartomante Carmem, vivida por Zezé Motta para tê-lo de volta. De 2007 a 2009 Alessandra esteve no ar, pela Rede Globo no seriado Toma Lá Dá Cá, de Miguel Falabella e Maria Carmem Barbosa, no papel da empregada Bozena, que divertiu o público com as histórias bizarras de sua terra natal, Pato Branco, no Paraná. A repercussão fez com que Alessandra fosse agraciada com uma medalha de "cidadã honorária" em Pato Branco.
Conciliando o final das gravações de Toma Lá Dá Cá, estreou a peça Doce Deleite, dirigida por Marília Pêra, e começou a gravar a novela Tempos Modernos dando vida a cantora Ditta. Em 2010, Alessandra gravou a canção "True Colors" de Cindy Lauper para a trilha sonora internacional da novela Ti-Ti-Ti. Em 2012 lançou seu primeiro álbum como cantora, intitulado Drama'n Jazz, pela Som Livre. Logo após gravou uma versão de "Eu te Amo", de Chico Buarque, em inglês, sob o título de "I love you", para a trilha sonora da novela Aquele Beijo. Em 2014, a cantora seguiu a turnê do Drama ’n Jazz. Neste mesmo ano, Maestrini também participou do projeto Nascente e Foz, que mescla poesia e música, nas principais capitais do país; e do espetáculo As Cantrizes, que teve também a participação de cantoras-atrizes como Marisa Orth e Zezé Motta, no Centro Cultural dos Correios, em São Paulo.
Participou da série Correio Feminino, do Fantástico; da série As Canalhas, do GNT; e do longa A Primeira Missa ou Tristes Tropeços, Enganos e Urucum, uma comédia de Ana Carolina em que interpretava uma índia e lhe rendeu a indicação ao Prêmio de Melhor Atriz Coadjuvante no Prêmio Qualidade Brasil. É escalada para Sexo e as Negas, série de Miguel Falabella.  Em 2014 montou por iniciativa o espetáculo Yentl em Concerto, versão da obra “Yentl – The Yeshiva Boy”, de Isaac Bashevis Singer, conta com as músicas imortalizadas na voz da Barbra Streisand no filme Yentl. Em 2015 seguiu com os shows de Drama ‘n Jazz pelo país, e foi eleita a Madrinha da Voz do ano, pela Sociedade Brasileira de Fonoaudiologia.  Logo após fez uma participação especial no seriado Mister Brau.
Em 2016 estrelou o espetáculo As Cantrizes, no Centro Cultural dos Correios, no Rio de Janeiro, e em seguida, começou a sua preparação para protagonizar a série Tempero Secreto, no GNT como Cecília, uma ex-publicitária que resolve usar de seus talentos marqueteiros para abrir um restaurante direcionado ao público foodie. Em março, ela volta com o show de seu CD Drama 'n Jazz, no Teatro Porto Seguro, e, em abril, retorna aos palcos com Yentl, também em São Paulo.

## Vida pessoal
Em 2014, Alessandra declarou-se bissexual durante entrevista à revista Caras: "Boa parte dos meus amigos é artista, ‘mente aberta’ como eu, a imprensa sempre me trata com o carinho e discrição que eu gostaria e, ainda assim, eu estou exausta. Exausta de não me sentir amada incondicionalmente. Exausta de não me permitir amar e ser amada como devo e como mereço. Exausta de me sentir rejeitada e, é claro, especialmente por mim mesma. Exausta de assumir uma posição superficial sobre tantos assuntos para ‘não me expor. Eu não estou abrindo mão da minha intimidade. Estou fazendo questão da minha identidade.’". Em 2015, Alessandra participou do evento Rucoming Out Summer, em Londres, que teve a renda revertida para ONGs que trata homossexuais que sofreram bullying e correm risco de vida.

## Teatro
| Ano     | Título                         | Personagem                                   |
| ------- | ------------------------------ | -------------------------------------------- |
| 1997–98 | As Malvadas                    | Laura                                        |
| 1999    | Ó Abre Alas                    | Chiquinha Gonzaga                            |
| 1999    | Aí Vem o Dilúvio               | Clementina                                   |
| 1999–00 | Rent                           | Maureen                                      |
| 2002    | Mamãe Não Pode Saber           | Dona Glória                                  |
| 2002–03 | Os Miseráveis                  | Fantine                                      |
| 2003    | A Ópera Do Malandro            | Lúcia                                        |
| 2004–05 | O Casamento do Pequeno Burguês | Maria                                        |
| 2006    | Utopia                         | Luz                                          |
| 2007    | Ópera do Malandro              | Lúcia                                        |
| 2007–08 | 7, o Musical                   | Amélia                                       |
| 2009–10 | Doce Deleite                   | Vários personagens                           |
| 2011–13 | New York, New York             | Francine Evans                               |
| 2014–16 | Yentl em Concerto              | Yentl Mendel / realização, roteiro e direção |
| 2017–18 | O Som e a Sílaba               | Sarah Leighton / realização                  |
| 2023    | Kafka e a Boneca Viajante      | Brígida                                      |

## Filmografia

### Televisão
| Ano     | Trabalho/Obra                      | Personagem                      | Notas                                         |
| ------- | ---------------------------------- | ------------------------------- | --------------------------------------------- |
| 1999    | Chiquinha Gonzaga                  | Marli                           | Episódio: "11 de março"                       |
| 2004    | Sitcom.br                          | Ângela                          | Episódio: "Parar de Fumar"                    |
| 2004    | A Diarista                         | Marli                           | Episódio: "Aquele com os Loucos"              |
| 2005    | A Lua Me Disse                     | Jamile                          | Episódio: "27 de junho"                       |
| 2006    | A Diarista                         | Vendedora                       | Episódio: "Saia Injusta"                      |
| 2007    | Amazônia, de Galvez a Chico Mendes | Soledad                         |                                               |
| 2007    | Sob Nova Direção                   | Titi                            | Episódio: "Dá um Tempo Garota"                |
| 2005–09 | Toma Lá Dá Cá                      | Bozena Kuznetsovsky             |                                               |
| 2010    | Tempos Modernos                    | Benedita Kunetscov Pina (Ditta) |                                               |
| 2011    | Batendo Ponto                      | Sofia                           | Episódio: "Como não Procurar um Novo Emprego" |
| 2013    | Guerra dos Sexos                   | Alessandra do Lago              | Episódio: "16-18 de fevereiro"                |
| 2013    | Correio Feminino                   | A Mulher Amada                  |                                               |
| 2013    | Pé na Cova                         | Hérnia                          | Episódio: "O Morto de Chinó"                  |
| 2014    | As Canalhas                        | Margô                           | Episódio: "Margô, a Enfermeira"               |
| 2014    | Sexo e as Negas                    | Gaudéria Brascia                |                                               |
| 2015    | Mister Brau                        | Priscila                        | Episódio: "15 de outubro"                     |
| 2016    | Tempero Secreto                    | Cecília Maia                    |                                               |
| 2016–17 | A Cara do Pai                      | Sílvia Diniz                    |                                               |
| 2017    | Os Trapalhões                      | Fã                              | Episódio: "20 de julho"                       |
| 2018    | Show dos Famosos                   | Participante                    | Temporada 2                                   |
| 2019    | Samantha!                          | Carmem Vecino                   | Temporada 2                                   |
| 2019    | Eu, a Vó e a Boi                   | Rocha                           |                                               |
| 2020    | Os Roni                            | Quitéria                        | Episódio: "Lá Vadinho"                        |
| 2024    | O Som e a Sílaba                   | Sarah Leighton                  |                                               |

### Cinema
| Ano  | Título                                                 | Personagem            |
| ---- | ------------------------------------------------------ | --------------------- |
| 2006 | Fica Comigo Esta Noite                                 | Sensitiva             |
| 2007 | O Labirinto (curta-metragem)                           | Laura                 |
| 2008 | Polaróides Urbanas                                     | Ismênia               |
| 2009 | Primeiro Ato                                           | Eduarda               |
| 2009 | Através da Tela (curta-metragem)                       | Marta                 |
| 2014 | A Primeira Missa ou Tristes Tropeços, Enganos e Urucum | Sônia Duarte          |
| 2017 | Duas de Mim                                            | Valentina Albuquerque |
| 2020 | Ato                                                    | Ava                   |

## Discografia
- Drama'n Jazz (2012)[4]
- Yentl em Concerto (2016)[11]

### Turnês
- Turnê Drama'n Jazz (2013–16)[4]
- Nascente e Foz (2014)

## Prêmios e Indicações
| Ano  | Prêmio                              | Categoria                          | Nomeação                                               | Resultado |
| ---- | ----------------------------------- | ---------------------------------- | ------------------------------------------------------ | --------- |
| 2003 | Prêmio Qualidade Brasil             | Melhor Atriz Teatral Comédia       | O Casamento do Pequeno Burguês                         | Indicada  |
| 2004 | Prêmio Shell                        | Melhor Atriz                       | O Casamento do Pequeno Burguês                         | Indicada  |
| 2005 | Prêmio Qualidade Brasil             | Melhor Atriz Teatral Comédia       | Utopia                                                 | Indicada  |
| 2007 | Prêmio Extra de Televisão           | Melhor Atriz Revelação             | Toma Lá, Dá Cá                                         | Indicado  |
| 2007 | Prêmio Qualidade Brasil             | Melhor Atriz de Humorístico        | Toma Lá, Dá Cá                                         | Indicado  |
| 2008 | Prêmio Qualidade Brasil             | Melhor Atriz de Humorístico        | Toma Lá, Dá Cá                                         | Venceu    |
| 2008 | Melhores do UOL e PopTevê           | Atriz Revelação                    | Toma Lá, Dá Cá                                         | Indicada  |
| 2009 | Prêmio Qualidade Brasil             | Melhor Atriz de Humorístico        | Toma Lá, Dá Cá                                         | Indicado  |
| 2009 | Prêmio Contigo! de TV               | Melhor Atriz Cômica                | Toma Lá, Dá Cá                                         | Indicado  |
| 2012 | Prêmio Mulher em Destaque Opaque    | Melhor Atriz                       | New York, New York - O Musical                         | Venceu    |
| 2015 | 11º Prêmio Fiesp/Sesi-SP de Cinema  | Melhor Atriz                       | A Primeira Missa ou Tristes Tropeços, Enganos e Urucum | Indicada  |
| 2017 | Prêmio da Música Brasileira         | Melhor Álbum de Música Estrangeira | Yentl em Concerto                                      | Venceu    |
| 2017 | Prêmio Destaque Imprensa Digital    | Destaque Atriz                     | O Som e a Silaba                                       | Indicada  |
| 2017 | Prêmio Destaque Imprensa Digital    | Destaque Musical Brasileiro        | O Som e a Silaba                                       | Indicada  |
| 2017 | Prêmio Musical Cast                 | Melhor Atriz                       | O Som e a Silaba                                       | Indicada  |
| 2017 | Prêmio Contigo! Online              | Melhor Peça de Teatro              | O Som e a Silaba                                       | Venceu    |
| 2018 | Prêmio Reverência de Teatro Musical | Melhor Atriz                       | O Som e a Silaba                                       | Indicada  |
| 2018 | Prêmio Bibi Ferreira                | Melhor Atriz                       | O Som e a Silaba                                       | Indicada  |
| 2018 | Prêmio Bibi Ferreira                | Melhor Musical Brasileiro          | O Som e a Silaba                                       | Indicada  |
| 2018 | Prêmio Bibi Ferreira                | Melhor Musical - Voto Popular      | O Som e a Silaba                                       | Indicada  |
| 2018 | Prêmio Aplauso Brasil               | Melhor Elenco                      | O Som e a Silaba                                       | Indicada  |
| 2019 | Prêmio Botequim Cultural            | Melhor Espetáculo Musical          | O Som e a Silaba                                       | Indicada  |
| 2019 | Prêmio Botequim Cultural            | Melhor Atriz Musical               | O Som e a Silaba                                       | Indicada  |
| 2019 | Prêmio Brasil Musical               | Melhor Musical                     | O Som e a Silaba                                       | Indicada  |
| 2019 | Prêmio Brasil Musical               | Musical Original                   | O Som e a Silaba                                       | Indicada  |
| 2019 | Prêmio Brasil Musical               | Melhor Atriz                       | O Som e a Silaba                                       | Indicada  |
| 2023 | Prêmio Shell - SP                   | Melhor Atriz                       | Kafka e a Boneca Viajante                              | Indicada  |
| 2023 | Prêmio Destaques Musical.Rio        | Ícone do Ano                       | Kafka e a Boneca Viajante                              | Pendente  |
| 2024 | Prêmio APTR de Teatro               | Melhor Atriz em Papel Protagonista | Kafka e a Boneca Viajante                              | Pendente  |
| 2024 | Prêmio FITA de Teatro               | Melhor Atriz                       | Kafka e a Boneca Viajante                              | Pendente  |